# Bombe à retardement (Angel)
Bombe à retardement est le 19e épisode de la saison 5 de la série télévisée Angel.

## Synopsis
Illyria sauve Gunn de la dimension démoniaque dans laquelle il était retenu prisonnier. Angel est néanmoins toujours aussi méfiant envers les intentions d'Illyria et demande à Lorne de surveiller ses agissements. Il s'occupe ensuite d'un cas de pacte démoniaque entre une jeune femme enceinte et une confrérie de démons connus sous le nom de Frères de la Férocité, qui veulent adopter l'enfant comme une sorte de messie, mais dans le but de le sacrifier plus tard. Lors d'une séance d'entraînement avec Spike, Illyria commence à agir très bizarrement, et Wesley pense que ses pouvoirs deviennent de plus en plus instables, à cause de ses voyages dans l'espace-temps, et que cela pourrait la conduire à exploser, détruisant du même coup une bonne partie de la Californie. 
Illyria devient de plus en plus désorientée et paranoïaque et tue sans efforts Angel, Spike, Wesley et Lorne avant de retourner dans le passé. Ses bonds dans l'espace-temps deviennent de plus en plus fréquents et incontrôlables et elle emmène Angel avec elle au cours de l'un d'eux. Angel apprend ainsi ce qui l'attend lui et ses amis dans le futur. Grâce à cette connaissance, Angel peut éviter à son équipe de se faire massacrer par Illyria, et Wesley lui retire son trop plein d'énergie mystique, qui est sur le point de la faire exploser, à l'aide d'une arme spécialement conçue pour cela. Illyria est néanmoins très abattue par la perte d'une grande partie de ses pouvoirs. Plus tard, Angel, au grand désarroi de Gunn, finalise le pacte entre la mère du bébé et les Frères de la Férocité.   

## Production
Jaime Bergman qui joue le rôle d'Amanda est en réalité la femme de David Boreanaz. Il lui a permis d'obtenir un rôle pour un épisode de la série afin qu'elle puisse voir l'ambiance qui y régnait, et comment le tournage se passait.

## Statut particulier
Noel Murray, du site The A.V. Club, évoque un épisode à la structure « expérimentale et fracturée » dans lequel les propos et les actions d'Illyria sont très « pertinents » en comparaison de la situation actuelle d'Angel et son équipe et qui comprend une « intrigue secondaire sur un bébé et un culte démoniaque assez simple et souvent amusante ». Pour la BBC, la paire formée par Illyria et Wesley apporte une nouvelle dimension à la série et le thème du voyage dans le temps est « formidablement utilisé » dans cet épisode, la scène du combat entre Illyria et l'équipe d'Angel dans la salle d'entraînement provoquant quant à elle des « palpitations cardiaques ». Mikelangelo Marinaro, du site Critically Touched, lui donne la note de A-, mettant en avant « l'interprétation phénoménale d'Amy Acker » dont le personnage est le « point focal d'un épisode solide, intrigant et divertissant » qui opère la transition vers le final de la saison et auquel il ne manque qu'un peu d'émotion et de profondeur pour faire partie des meilleurs de la série.

## Distribution

### Acteurs et actrices crédités au générique
- David Boreanaz : Angel
- James Marsters : Spike
- J. August Richards : Charles Gunn
- Amy Acker : Illyria
- Andy Hallett : Lorne
- Mercedes McNab : Harmony Kendall
- Alexis Denisof : Wesley Wyndam-Pryce

### Acteurs et actrices crédités en début d'épisode
- Jaime Bergman : Amanda
- Jeff Yagher : Ed, potentat des Frères de la Férocité
- Adam Baldwin : Marcus Hamilton